# Застава Карело-Финске ССР
Застава Карело-Финске ССР је усвојена 1. септембра 1953. године од стране владе Карело-Финске ССР. Ова застава је била у употреби до 20. августа 1956. године, када је Карело-Финска ССР укинута и интегрисана у Руску СФСР као Карелијска АССР.
Застава је била црвене боје, а њеним доњим делом су се протезале плава и зелена трака. У горњем левом углу налазио се златни срп и чекић, а изнад њега петокрака црвена звезда.
Прва застава Карело-Финске ССР била је усвојена 9. јуна 1940. године, пошто је ова совјетска република формирана од освојене финске територије и интегрисана са краткотрајном Финском Демократском Републиком. Била је црвене боје са златним српом и ћекићем у горњем левом углу, испод којих је стајало латинично име државе на финском (Karjalais Suomalainen SNT), а испод њега ћирилични натпис на руском језику (Карело-Финская ССР).

## Галерија
- 1940—1953